# Manuel del Pilar
Manuel del Pilar (segle xviii) fou un músic i monjo jerònim del Reial Monestir de Guadalupe. S'ignora on va néixer i la data de la seva mort, que oscil·la al voltant de 1783. Abans d'ingressar a l'orde desenvolupà el magisteri de capella de la catedral de Zamora, sent el seu nom Manuel Piquer, amb el que van signades les obres compostes entre 1750 i 1760, i amb l'orde d'aquesta data endavant fins al 1783. En l'Arxiu de música de Guadalupe s'hi conserven unes 250 composicions religioses, i al de l'Escorial hi ha dues Visperas, a vuit veus (1762-63), i Visperas á 8 de Nuestra Señora del P. Maestro de Capilla de Guadalupe Fr. Manuel del Pilar.